# Hrabstwo Weber

Piramida wieku hrabstwa

Hrabstwo Weber (ang. Weber County) – hrabstwo w stanie Utah w Stanach Zjednoczonych. Siedzibą hrabstwa (a zarazem jego największym miastem) jest Ogden.

## Miasta
- Farr West
- Harrisville
- Hooper
- Huntsville
- Marriott-Slaterville
- North Ogden
- Ogden
- Plain City
- Pleasant View
- Riverdale
- Roy
- South Ogden
- Uintah
- Washington Terrace
- West Haven

## CDP
- Eden
- Liberty
- Wolf Creek